# The Man from Earth: Holocene
The Man from Earth: Holocene este un film SF din 2017 regizat de Richard Schenkman. Este continuarea filmului The Man from Earth din 2007. Scenariul este scris de Emerson Bixby, fiind bazat pe personaje create de tatăl său, scriitorul de science fiction Jerome Bixby.   David Lee Smith revine în rolul lui John Oldman, protagonistul filmului. Filmul a fost încărcat pe The Pirate Bay la 16 ianuarie 2018, de însuşi creatorii săi pentru a fi descarcat legal în totalitate.

## Prezentare
Scenariul se concentrează asupra profesorului universitar John Oldman, care acum se numește John Young, care este în secret un om de Cro-Magnon (sau un om al peșterilor Magdalenian) care a supraviețuit mai mult de 14.000 de ani. Cu toate acestea, în ciuda tuturor acestor ani de nemurire, John a descoperit că și el a început să îmbătrânească și nu se mai vindecă la fel de repede ca el. Între timp, patru dintre elevii săi au început să suspecteze adevărul despre el și să îl contacteze pe Art Jenkins, a cărui carieră a avut de suferit după publicarea unei cărți despre viața lui John. 

## Distribuție
- David Lee Smith - John Oldman/John Young
- William Katt - Dr. Art Jenkins
- Vanessa Williams - Carolyn
- Michael Dorn - Dr. Gil Parker
- Sterling Knight - Philip
- Brittany Curran - Tara
- Carlos Knight - Liko
- Akemi Look - Isabel
- John Billingsley - Harry

## Legături externe
- Official website
- The Man from Earth: Holocene la Internet Movie Database

## Vezi și
- Listă de filme americane din 2017